# Dommel
Il Dommel è un fiume che scorre tra il territorio del Kempen, nei pressi di Peer nel Belgio nordorientale, ed i Paesi Bassi.

## Percorso
Nel suo corso, di circa 20 km nel Belgio ed i restanti 120 km nei Paesi Bassi, riceve come affluenti i fiumi Keersop, Tongelreep, Run, Gender e Kleine Dommel sfociando come immissario di sinistra del fiume Dieze (a sua volta immissario della Mosa) assieme all'Aa nella città di 's-Hertogenbosch, attraversando precedentemente anche le città di Neerpelt, Valkenswaard, Dommelen, Eindhoven, Son en Breugel, Sint-Oedenrode, Boxtel e Sint-Michielsgestel.